# Qonto
Qonto es una institución de pago online francesa creada en abril de 2016 por Alexandre Prot y Steve Anavi.
Qonto es una fintech cuyo producto inicial, una cuenta de empresa online especialmente diseñada para el sector de pymes y autónomos,se lanza en Francia en julio de 2017. En 2019 desembarca en España y, a finales de ese mismo año, ya opera en cuatro mercados europeos: Francia, Alemania, Italia y España.
En 2024, Qonto tiene 1600 empleados en un total de 5 países, además de más de 500 000 clientes. En septiembre de este año anuncia el lanzamiento de su servicio en cuatro nuevos mercados: Austria, Bélgica, Países Bajos y Portugal.

## Historia
En abril de 2016, Alexandre Prot y Steve Anavi constituyen la sociedad y comienza el desarrollo de su producto: una startup de cuenta online para empresas.
En enero de 2017, se anuncia una ronda de financiación inicial de 1.6 millones de euros (1.7 millones de dólares).Entre los primeros inversores se encuentran Alven Capital, Valar Ventures y varios business angels.
En julio de 2017, se anuncia una segunda recaudación de fondos de 10 millones de euros (11.3 millones de dólares) en la que, tras el lanzamiento oficial de su oferta de servicios, repiten sus dos inversores principales (Valar Ventures y Alven Capital).Un año y medio después de llegar al mercado, los clientes de Qonto ascienden a más 25 000.
En 2018, Qonto obtiene licencia como institución de pago por parte de ACPR, el regulador bancario vinculado al Banco de Francia.
En 2019, Qonto anuncia la expansión de sus servicios financieros a España, Alemania e Italia.El lanzamiento español es cubierto por algunos de los medios más relevantes del país,entre ellos El País.La empresa elige Barcelona como base de operaciones en lugar de Madrid, capital conocida por albergar los bancos españoles más tradicionales. Una periodista de La Vanguardia apunta que la proximidad con París ha sido un factor determinante a la hora de elegir la Ciudad Condal, pero también su «ecosistema de empresas tecnológicas» y las amplias oportunidades de talento y empleo.
El lanzamiento de Qonto en España coincide con los de Italia y Alemania. La expansión de la empresa a estos tres países europeos se considera un éxito, ya que los ingresos y la base de clientes crecen de manera constante en sus primeros años de operaciones.
En enero de 2020, Qonto anuncia el cierre de una ronda de inversión de 104 millones de euros (115 millones de dólares) en la que convergen inversores clásicos de la empresa (Alven, Valar) y nuevos inversores como Tencent y DST Global.
A principios de 2022, Qonto anuncia su intención de expandirse por toda Europa tras haber levantado una financiación de 622 millones de euros hasta ese mismo momento.En enero de ese mismo año 2022, una nueva ronda de financiación Serie D de 486 millones de euros consigue que la fintech pase a estar valorada en 4.4 billones de euros (5 billones de dólares).
En abril de 2022, la empresa anuncia que pondrá a disposición de sus clientes un total de 5 millones de euros en forma de micromecenazgo o crowdfunding. El capital se reparte en 6.5 horas entre un total de 1834 pequeños inversores.
En julio de 2022, Qonto anuncia la adquisición de la startup alemana Penta por una suma no revelada.Gracias a este acuerdo, la fintech amplía su base de clientes europeos de Qonto a un total de 300 000 empresas.
En noviembre de 2023, tras la implantación de la firma online ante notario, Qonto se convierte en la primera institución española en crear una empresa de forma 100% digital.
En marzo de 2024, Qonto anuncia la adquisición de la plataforma francesa de contabilidad y automatización financiera Regate. Se trata de la segunda adquisición en la historia de la fintech y es un paso importante en su intención de crear una solución financiera integral para pymes.
En septiembre de 2024, Qonto anuncia su expansión a cuatro nuevos mercados: Austria, Bélgica, Países Bajos y Portugal.

## Empresa
La actividad de Qonto se centra en Europa continental y cuenta con clientes en Francia, Alemania, España e Italia,además de en Austria, Bélgica, Países Bajos y Portugal.
Qonto tiene su sede en París, Francia.Dispone de oficinas regionales en Berlín, Barcelona y Milán,además de una oficina en Belgrado y otra en Serbia.
Desde 2016 hasta principios de 2024, el número de empleados de esta startup crece de forma rápida. En febrero de 2024, Qonto cuenta con más de 1600 trabajadores repartidos en cinco países.

## Productos y servicios
Qonto ofrece servicios financieros exclusivamente a pymes, emprendedores y autónomos. Su principal producto es una cuenta corriente con IBAN local que incluye otros servicios financieros como transferencias SEPA inmediatas, tarjetas de débito físicas y virtuales, subcuentas, pago de impuestos y financiación.Los servicios de Qonto no están dirigidos a grandes corporaciones, sino que han sido diseñados para adaptarse especialmente a las necesidades de las pymes y los autónomos.
La fintech se define habitualmente como una alternativa «simple y transparente» a la banca tradicional, con una mayor accesibilidad para pymes y autónomos.También permite a sus clientes utilizar una serie de herramientas de gestión financiera entre las que se encuentran funciones específicas de facturación y gestión de gastos, además de numerosas integraciones con otros servicios del ecosistema fintech para facilitar la contabilidad y la conciliación de pagos.
Tras su ronda de financiación del año 2022, Qonto anuncia nuevas funciones y servicios, incluyendo un producto con el que simplificar la gestión de gastos en equipo.
En 2023, Qonto lanza una plataforma de financiación en asociación con una serie de socios. Este plataforma permite a sus clientes acceder a ofertas de financiación sin necesidad de acudir a un banco tradicional.En marzo de 2024, Qonto anuncia «Pago a plazos», su primera oferta de financiación interna que complementa la plataforma de financiación existente y permite a los clientes acceder a una gama completa de soluciones de financiación de cantidades de hasta 10 000 €.